# .tn
tn. (اختصار Tunisia، أي تونس بالإنكليزية) هو امتداد خاص بالعناوين الإلكترونية (نطاق) domain للمواقع التي تنتمي إلى تونس. تتصرف الوكالة التونسية للإنترنت في هذا النطاق.
كما توجد أيضاً نطاقات فرعية أخرى:
| - .com.tn - .ens.tn - .fin.tn - .gov.tn - .ind.tn | - .intl.tn - .nat.tn - .net.tn - .org.tn - .info.tn | - .perso.tn - .tourism.tn - .edunet.tn - .rnrt.tn - .rns.tn | - .rnu.tn - .mincom.tn - .agrinet.tn - .defense.tn |

## اقرأ أيضا
- إيزو 3166
- .تونس

## وصلات خارجية
- .tn على IANA
- معلومات التسجيل